# Банаба

Флаг острова Банаба

Банаба, Ошен (кирибати Banaba, англ. Ocean) — остров в Тихом океане, располагающийся чуть южнее экватора. Находится к западу от архипелага Гилберта (Кирибати) и в 306 км к востоку от Науру. Входит в состав Республики Кирибати. Длина острова — не более 3,2 км, площадь — 6,39 км². Английское название острова — «Ошен» (англ. Ocean), название на языке кирибати — Банаба. Остров был практически полностью разрушен в ходе разработок фосфоритов.
В конце Второй мировой войны бо́льшая часть населения острова была переселена на остров Рамби (Фиджи). Оставшиеся на острове население до сих пор сохраняет свои традиции. На острове по-прежнему можно увидеть последствия горнодобывающей промышленности. Чтобы попасть на остров, необходимо получить разрешение Совета острова.

## География острова

Остров Банаба находится в 600 км юго-западнее острова Тарава. Это во многом изолированный остров, лежащий в сотнях километрах от островов Гилберта. Банаба — самый высокий из островов, входящих в Кирибати, его максимальная высота — 81 м. По происхождению — поднятый атолл. Экстенсивные разработки фосфатных месторождений велись здесь вплоть до 1979 года. Эти месторождения, предназначенные для переработки в минеральное удобрение, были проданы Австралии и Новой Зеландии по низкой рыночной цене, что способствовало поднятию их сельскохозяйственной экономики. Интересным является также тот факт, что именно в 1979 году Кирибати должна была получить свою независимость.
От первоначальных 6 км² плодородной тропической земли осталось только 0,6 км² не тронутой разработками территории, где сейчас и живут оставшиеся жители острова Банаба. В октябре 1996 года население острова увеличилось до 500 человек, включая несколько чиновников и их семей. По последним данным, в 2001 году из-за сильной засухи часть жителей переселилась на остров Рамби (Фиджи), поэтому в настоящее время на Банабе живёт приблизительно 300 человек.
Совет руководителей острова Рамби на Фиджи ежемесячно выделяет острову Банаба помощь в размере $12 000. В Правительственной ассамблее республики Кирибати есть 2 представителя от острова Банаба. Жители острова также не теряют надежды в будущем приобрести независимость. Несмотря на то, что жители острова имеют общественный статус, они нисколько не могут контролировать свои земли и их будущее. Другими важными вопросами являются здравоохранение и образование на острове.

## История острова

Аннексия острова Банаба британской армией

Из-за своей изолированности остров Банаба долгое время оставался неизвестным европейским мореплавателям. О ранней истории острова известно мало. Его жители утверждают, что их предками были выходцы из  Юго-Восточной Азии. Учёные же спорят о ранних миграциях человека того времени. Вероятно, первыми поселенцами острова Банаба были чернокожие (или батабата), которые имели физические характеристики остальных меланезийцев. По народным сказаниям острова, первые поселенцы Банабы, как и всех островов Гилберта, пришли из Вануату. Это были «жестокие люди» Мангати, главного поселения острова Табвева. Они прекрасно владели военным искусством и магией. Письменных доказательств их морских плаваний не существует, но, скорее всего, они были частью мощного потока переселенцев с островов.
Главным археологическим реликтом, оставленным этими людьми на острове Банаба, являются низкие каменные пирамиды, находящиеся между старой резиденцией на острове и деревней Буаконикаи. Скорее всего, это были могилы. В одной из этих пирамид рядом с манеабой в деревне Те Ака через щели можно увидеть черепа двух людей.
Спустя много лет на остров Банаба приплыло несколько людей с острова Новая Гвинея. Они остановились в деревне Табвева, и их знали как детей Ауриарии, старейшины острова Матанг. Как они оказались на острове, мы точно не знаем, но, скорее всего, они сбились с пути. Они не воевали за доминирующую роль на острове с коренным населением, а просто понемногу вытесняли их на восток и север. В конце концов, из-за тесных связей и браков с местным населением, они поделили Табвеву на Те Кариа (их участок, который отличался плодородием земли и состоял из 8 деревушек) и на Те Кариета (участок из 7 деревушек с менее плодородной землёй). В дальнейшем в связи с ростом населения появились округа Аоноанне и Тоакира. Те Кариа и Те Кариета жили в согласии, подтверждение этому — деревни, в которых жили люди двух округов, например Ауракеиа, Маракеи.
До периода засухи, длившегося на острове в течение 3 лет и начавшегося в 1873 году, численность коренного населения острова составляла 2000 человек. Они преимущественно занимались рыболовством, возделыванием земли, посадкой кокосовых пальм, пандануса и дикого миндаля. По ночам проводились различные ритуалы. На острове всегда существовал дефицит пресной воды. Часто во время засухи взрослое население отправлялось на каноэ в открытый океан в поисках грозовых туч. Водоёмы на острове пересыхали, а в период дождей за ними следили женщины. Водоёмы на острове называли «Banga-bangas». Источники воды были глубоко в скалах, но добраться до них было невозможно, только в 1900 году с прибытием британских шахтёров в связи с началом добычи фосфатов эти источники стали доступны. В период трёхлетней засухи 1873—1875 гг. от авитаминоза погибло большинство населения острова, и оно составило 400 человек.

Начало фосфоритным разработкам на острове Банаба

Ранее, в 1868 году, на острове поселился белый миссионер. Он был американским священником-методистом, и звали его капитан Волкап. Старейшины острова не очень были рады его появлению, поэтому просветительская деятельность Волкапа сначала была мало успешной, правда, при нём появились первые на острове Библии на гилбертском языке, диалекте, близком к языку жителей острова Банаба. Христианство приняла только треть населения, остальная часть была сторонником традиционных верований острова. Тем, кто принял новую веру, было запрещено петь и исполнять традиционные танцы. 
В 1892 году на острова Гилберта приплыл корабль «Роялист», чтобы объявить об аннексии островов Британской Короной. Граница между колониями Британской империи и Германии была проведена по соглашению 1880 года, подписанному между этими странами. Колонии Германии лежали к западу от островов Гилберта, а Британии — к востоку. Граница проходила между островами Науру (Германия) и Ошен (Британия). 
На островах Тихого океана работали в основном британские и французские торговцы, продававшие гуано, которое образовалось из помёта морских птиц. При его смешивании с солями или даже с песком получалось очень хорошее удобрение. К 1900 году на всех островах Тихого океана уже работали научные сотрудники по поиску гуано, в котором нуждался весь мир. Так, в Мельбурне (Австралия) была основана австрало-британская компания, известная как Компания тихоокеанских островов (The Pacific Island Company) и возглавляемая Джоном Аранделом (Arundel). У них был маленький корабль «Арчер», который ежегодно перевозил 100 000 тонн гуано. В этой компании работал и Альберт Эллис. Зная, что запасы гуано постоянно уменьшались, а это грозило крахом компании, он начал проводить исследования. Так, изучив камень, подобранный на одном из островов, Эллис нашёл в нём содержание фосфоритов. Но в дальнейшем оказалось, что он был подобран на острове Науру, который принадлежал в то время Германии. Сам Эллис никогда не был ни на Науру, ни на Ошене, но он предположил, что у этих островов, находящихся на расстоянии 241 км, одна и та же структура. Важно и то, что если на острове Ошен были бы найдены залежи фосфоритов, он был бы немедленно аннексирован Британией. 
3 мая 1900 года корабль «Арчер» приплыл на остров Ошен. В скором времени на острове были обнаружены крупные залежи фосфатов общей площадью 0,6 км². Предположительно, здесь могло быть добыто 10 млн тонн фосфоритов, а то и в 3 раза больше. Теперь главной целью компании было защитить свои интересы и не позволить другим странам узнать об этих колоссальных залежах фосфоритов. На судно «Арчер» были приглашены все старейшины острова, в результате был подписан договор, который позволял компании добывать и экспортировать фосфориты на острове Ошен в течение 999 лет за плату в размере £50 в год или же на эту сумму отдавать жителям острова различные товары компании. От имени компании документ был подписан Альбертом Эллисом. Но в дальнейшем стало понятно, что этот документ ничего не значил, потому что те, кто подписал его, не владели всей землёй острова. Каждая семья на Ошене владела своим участком. 10 мая 1900 года был приобретен участок острова для разработок фосфоритных месторождений при условии, что не будут уничтожены насаждения пальм. Договор также предусматривал строительство домов для торговли фосфоритами и трамвайных линий. Местному населению предусматривалась плата в размере 8 шиллингов за тонну фосфоритов, при этом они были также должны отправить груз на корабль. На острове не было дефицита продуктов питания. На нетронутой земле выращивали кокосы, хлебное дерево, панданус, сахарный тростник, манго и тыкву.
Сам Эллис уверял местное население и старейшин, что будут построены хранилища пресной воды в случае её недостатка. В ином случае, они смогут получать пресную воду из морской воды при помощи конденсаторов. Для защиты интересов компании Эллис посчитал необходимым поднять Британский флаг над островом Ошен, тем самым подчеркнув, что это владение Британской империи, хотя у самого Эллиса таких полномочий не было. К 28 августу 1900 года жителями острова было уже добыто несколько тонн фосфоритов. Для работы на месторождении были доставлены рабочие с Гавайских островов. Само же Правительство Британии спешило официально аннексировать остров. Во главе комиссии по этому делу был назначен адмирал Таппер, который и водрузил флаг Великобритании над островом 28 сентября 1901 года. В 1902 году Компания тихоокеанских островов стала называться Тихоокеанской фосфатной компанией (The Pacific Phosphate Company), капитал которой достиг £250 000, а дивиденды с 1903 по 1907 года — 27 %. На остров с каждым годом приезжало всё больше и больше иностранцев, в результате на Ошене появилась своя полиция. Для фосфоритных операций на острове был специально построен пароход «Пасифик Куин». Для облегчения доставки гуано в порт была построена железная дорога острова Банаба, которая работала с 1906 по 1979 год. 
В связи с наращиванием добычи фосфатного сырья местное население стало помехой для компании, так как оно отказывалось подписать контракты о дальнейшей добыче. Население также стало часто спрашивать руководство компании, когда будут восстановлены насаждения, которые были уничтожены в результате разработок. К 1909 году уже 240 акров земли были испещрены полосами от фосфоритных шахт. На острове остались нетронутыми только 0,98 км² земли, на которой жило население острова и где выращивались различные сельскохозяйственные культуры. Население больше не хотело отдать компании ни одного сантиметра острова. Назревал конфликт, который не остался незамеченным в Лондоне. Так, в 1913 году на острове был назначен новый комиссионер — К. Элиот.
С началом Первой мировой войны большинство мужчин острова Ошен захотело участвовать в военных действиях на стороне Британии, но компания отказала им в этом. Во время войны добыча фосфатов продолжалась. Но в июле 1920 года газета «Лондон Таймс» сообщила, что Тихоокеанскую фосфатную компанию ждёт банкротство. Ожидалось собрание Совета комиссионеров и Британской фосфатной комиссии, которая продала компанию. Как известно, Британская фосфатная комиссия с участием Альберта Эллиса в качестве новозеландского комиссионера решила отдать гуано с острова Ошен по пониженным ценам фермерам Новой Зеландии и Австралии. Крупномасштабные разработки фосфатного сырья на острове Ошен продолжались вплоть до 1940 года.

## Остров во время Второй мировой войны
Военные действия Второй мировой войны на островах Ошен и Науру начались с атак немецких рейдеров в 1940 году. Первая японская атака также была осуществлена на острове Ошен. Спустя несколько часов после японской атаки на Американскую Морскую Базу в Пёрл-Харборе японцы сбросили на остров 6 бомб.
После этого налёта не было жертв и разрушенных зданий, но на следующий день летающие лодки начали снова бомбить остров и разрушили новое правительственное здание, механическую мастерскую и здание Британской фосфатной комиссии (British Phosphate Commission). Как известно, радиостанция острова Ошен была главной станцией Береговой охраны островов Гилберта. Поэтому полагают, что основной целью налётов японской авиации было уничтожение этой радиостанции. Тем не менее, она осталась неповреждённой и действовала вплоть до высадки и захвата японцами острова.
В июле 1941 года в ожидании войны с Японией Правительство Австралии и Новой Зеландии эвакуировало всех жён и детей сотрудников Британской Фосфоритной Комиссии, работающих на острове Ошен. За беженцами приплыли торговые корабли Австралии «Вито» и «Кенилворт» под защитой вооружённого торгового крейсера «Вестралия». После атак в декабре было принято решение продолжать эвакуацию остальных европейцев. Об островитянах островов Гилберта, Эллис и Банабы благополучно забыли, полагая, что они не особо пострадают, если их захватят японцы. В конце февраля французский эсминец «Ла Триомфан» эвакуировал европейцев с островов Ошен и Науру.
24 августа адмирал Ямамото, главнокомандующий японским флотом, отдал приказ четвёртой флотилии захватить острова Абемама, Ошен и Науру. Девять самолётов и одна летающая лодка 24 воздушной флотилии бомбили 24 августа остров Ошен, а два эсминца «Ариаке» и «Югуре» подвергли артиллерийскому обстрелу. 26 августа на остров высадились японские войска с эсминца «Югуре». 1 сентября подразделение 63 морского гарнизона заменило силы с эсминца «Югуре».
С высадкой японских войск жизнь островитян изменилась к худшему. Через некоторое время после захвата островов японцы начали укреплять острова с использованием рабского труда. Житель с островов Гилберта, Тикаоути Вонабати, вспоминает о том периоде: «Лучше быть солдатом, чем заключённым. У солдат есть оружие, и есть шанс. У нас не было шанса, мы были рабами. Мы были как свиньи: мы были лишены человеческих прав».
Японцы оккупировали остров Ошен с тем, чтобы не допустить на него своих союзников. Незадолго до этого на фосфатном месторождении персонал Британской Фосфатной Комиссии организовали саботаж, поэтому японцы даже не пытались захватить месторождение. Цель японской оккупации носила чисто стратегический характер. Японцы быстро укрепили остров, создав площадки для пушек и ловушки на берегу при попытке высадки на остров. На острове Ошен отсутствовала гавань, также не предпринимались попытки построить аэродром, поэтому остров стал изолированной крепостью без особой практической пользы для японцев.
Чтобы как-то облегчить дефицит продуктов на острове, его жителей вывозили на другие острова, несмотря на то, что существовала большая угроза уничтожения кораблей. Большинство жителей отправляли на остров Науру, иногда на Тараву или Кусаие (Каролинские острова). Все женщины и дети были эвакуированы с острова. Японцы оставили только 150 мужчин, которые помогали в добыче пищи. Но после капитуляции Японии в августе 1945 года всех жителей острова поделили на 6 групп, а затем расстреляли.
Когда на Ошен высадились союзники, они обнаружили на острове только японцев, а про жителей им сказали, что они эвакуированы. Правда была раскрыта, когда единственный выживший в этой бойне 28-летний житель Никанау, Кабунаре, перестал скрываться. В него стреляли, но японцы ошибочно посчитали, что он убит. На самом деле пуля в Кабунаре не попала, а сам он притворился и все три месяца прятался в пещере, вылезая из неё только по ночам, чтобы найти еду.
Первоначально японцев обвинили в убийстве жителей острова, ссылаясь на то, что это было сделано, чтобы только они смогли пользоваться скудными ресурсами еды и воды на острове.
Командующий офицер, Судзуки Наооми, предстал пред судом, когда по инициативе австралийских военных Рабаула (Новая Гвинея) был начат судебный процесс по военным преступлениям в апреле 1946 года. Судзуки и младшего офицера Нара Ёсио обвинили в убийстве туземцев острова Ошен 20 августа 1945 года.
Японские офицеры не признали себя виновными в убийстве, но два офицера были приговорены к казни через повешение. В ходатайстве Судзуки взял на себя всю ответственность в убийстве и просил о снисходительности суда к офицеру Наре Ёсио, который только выполнял его приказания. Нара был приговорён к 25 годам заключения в тюрьме, Судзуки же повесили.

## Результаты торговли фосфоритами
Жители острова Банаба всегда выступали против фосфоритных разработок и считали их незаконными. Когда на острове уже стало недостаточно земли, островитян переселили на остров Рамби в Фиджи в 1947 году (где они были вынуждены покупать землю для своих участков за собственные деньги). Некоторые вернулись на остров Банаба.
Сразу же в послевоенные годы на острове Банаба возобновилась добыча фосфатов Британской фосфатной комиссией. Как сообщалось, в 1950 году она экспортировала 276 тыс. тонн в год фосфатного сырья в Австралию и Новую Зеландию.
Совет старейшин острова Банаба решил, что они должны предпринять какие-то действия, чтобы остановить воровство их острова и потребовать компенсацию от Британской фосфатной комиссии или самой Короны. В Австралию и Новую Зеландию были отправлены представители острова: пастор Тито и пастор Тебуке. Получив отказ в выплате компенсации, они приехали в Лондон, где наняли адвоката и отставного консула королевы, которые отправились в дальнейшем на остров Рамби и Банаба. Слушание по делу началось 8 апреля 1976 года в Высшем суде Великобритании. Судебный процесс обошёлся жителям Банабы в сумму £750 000. Процесс длился 221 день, было собрано 10 000 документов. Жители Банабы требовали компенсацию в размере £6 млн и насаждение деревьев, уничтоженных в ходе фосфоритных разработок. Это дело привлекло внимание СМИ. Судье потребовалось 4 месяца, чтобы вынести вердикт, который не предусматривал каких-либо решений в пользу жителей Банабы. Дело было передано в Правительство Великобритании. В скором времени был найден текст договора между Тихоокеанской фосфатной компанией и жителями островами 1913 года, в котором владельцы земли на острове Ошен (Банаба) разрешали вести разработки фосфатов, а в тексте договора были следующие слова: «где только возможно».
В мае 1977 года после консультаций со странами Содружества было постановлено, что правительства трёх стран (Великобритании, Австралии и Новой Зеландии) выделят 10 миллионов австралийских долларов. Эти деньги будут использованы для создания фонда, который будет оберегать доходы жителей Банабы в целом и деньги, ежегодно выделяемые Совету руководителей острова Рамби и используемые в интересах жителей острова Банаба. Жителям Банабы гарантировались безопасность и справедливость в обмен на потерянные земли. Островитяне в основном поселились на острове Рамби, полученную компенсацию потратили на образование и обучение детей в Суве и Австралии. Остров Банаба никогда не был засажен деревьями Британской фосфатной комиссией, которая решила оставить их для птиц.
Правительству островов Гилберта были выплачены деньги Великобританией. Все эти деньги шли в Департамент государственных сборов по выравниванию резервного фонда, чьи доходы пошли на текущие расходы правительства в послефосфоритные года. Небольшое количество этих денег было потрачено на остров Банаба.
Культура и язык острова Банаба в основном, как и у народа кирибати, хотя есть и значительные отличия. В результате жители Банабы требуют независимости.

## Независимость и возобновление фосфоритных разработок
Жители острова Банаба считают, что Кирибати никогда не предоставит им независимость, потому что надеется возобновить разработки фосфатных месторождений на острове, что в прошлые года было основным доходом республики. В 1990 году австралийская горнодобывающая компания выступила с докладом о возможности возобновления добычи фосфатов на острове Банаба. В докладе сообщалось о высоком уровне кадмия (по стандартам стран Содружества), из-за чего добываемое сырьё могло экспортироваться только в страны «третьего мира». В связи с этим фактором и высоким износом горнодобывающего оборудования возобновление разработок экономически невыгодно.
В 2000 и 2001 году Правительство республики Кирибати возобновило исследования совместно с новозеландской горнодобывающей компанией по разработке фосфатов на острове Банаба. Первоначальные жители острова, которые сейчас живут на Рамби, выступают категорически против разработок. К несчастью, из-за наличия фосфатов на острове возобновление их добычи весьма вероятно. Другим интересным фактом остаётся то, что в случае рекультивации земель на острове должны быть добыты все оставшиеся запасы фосфатов. Иными словами, есть мнение, что можно использовать существующие запасы для оплаты рекультивации земель и решения проблем инфраструктуры республики.
Другой причиной невозможности предоставления Банабе независимости, по мнению специалистов, является то, что этот остров — единственный высокий остров в составе Кирибати, который не является атоллом. В условиях глобального потепления и возможного повышения уровня Мирового океана это единственная в республике не подверженная затоплению суша. Даже если уровень океана поднимется на 18 метров, остров не будет затоплен: останется ещё 30 метров до высочайшей точки.
Другим удивительным фактом является то, что, несмотря на экологическую катастрофу, случившуюся на Банабе, здесь возможно выращивание агрикультур на гумусе, который уже образовался в некоторых частях острова.
Проблемой острова являются частые засухи.

## Танцы острова Банаба
Танцы — один из наиболее важных аспектов культуры острова Банаба, который во многом является отражением исторического прошлого этого края Земли. Традиции танцев довольно строгие, например, костюмы такие же, какие были 100 лет назад. Один из наиболее известных танцев острова — те каранга. Во время танцев принято петь песни на древнем языке острова Банаба, который утерян в наше время. Жителей острова всегда считали лучшими танцорами Тихого океана, но из-за финансовых затруднений они мало где выступают за пределами своей малой родины. Но, например, на церемонию открытия Сиднейской оперы в 1970-х годах были приглашены именно танцоры с этого острова.

## Язык острова Банаба
Жители Банабы винят себя в том, что забыли свой родной язык. С открытием фосфоритного месторождения на остров прибыли первые миссионеры. В конце 1890-х годов на остров попал капитан Вокап, который был представителем Американского миссионерского общества. В мифологии острова есть рассказ о прибытии этого человека, или пророка, поэтому жители сразу же приняли веру, которую он исповедовал.
Капитан перевёл Библию на язык кирибати и поощрял изучение местным населением этого языка, чтобы они смогли читать слова Божьи. В результате молодое население острова забыло свой язык.
Слова старой колыбельной песни на языке острова Банаба можно найти в семейной коллекции Дэлтона, который был на острове в 1921 году. Эти слова тщательно изучались экспертами гилбертского языка и взрослыми жителями острова. Лингвисты заполнили в этой песне смысловые пробелы, но взрослые жители утверждают, что эта колыбельная песня написана на их древнем языке. Но никаких подтверждений этому нет, так как язык острова Банаба не имел письменной формы. Тем не менее, при одном из танцев острова, те каранге, люди поют песни на языке, который они не понимают.
Слова колыбельной песни были фонетически изображены семьёй Дэлтона, но спустя годы при английском переводе настоящее произношение было искажено.

## Население
В течение разных периодов истории население острова сильно изменялось.
| 1921 | 1931  | 1947  | 1963  | 1968  | 1973  | 1978  | 1985 | 1990 | 1995 | 2000 | 2005 | 2010 | 2015 | 2020 |
| ---- | ----- | ----- | ----- | ----- | ----- | ----- | ---- | ---- | ---- | ---- | ---- | ---- | ---- | ---- |
| 1785 | ↗2607 | ↘2060 | ↗2706 | ↘2192 | ↗2314 | ↘2201 | ↘46  | ↗284 | ↗339 | ↘276 | ↗301 | ↘295 | ↘268 | ↗333 |

| Поселение | Английское название | Население, чел. (2010) |
| --------- | ------------------- | ---------------------- |
| Табева    | Tabewa              | 57                     |
| Антереен  | Antereen            | 83                     |
| Умва      | Umwa                | 155                    |
|           | Всего               | 295                    |